# Tournoi de clôture du championnat de Bolivie de football 2020
Navigation
Tournoi précédent Tournoi suivant
Le tournoi Clausura de la saison 2020 du Championnat de Bolivie de football est le deuxième tournoi semestriel de la quarante-sixième édition du championnat de première division en Bolivie. Les 14 équipes se rencontrent deux fois en match aller et match retour. Le dernier du classement cumulé est relégué directement en deuxième division, l'avant dernier joue les barrages contre une équipe de deuxième division pour tenter de se maintenir.
En raison de la pandémie de Covid-19 et du report du tournoi d'ouverture, le tournoi de clôture est annulé.

## Qualifications continentales
Le vainqueur du tournoi Clausura est qualifié pour la Copa Libertadores 2021.

## Les clubs participants
- Nacional Potosi
- Club Deportivo Guabirá
- Oriente Petrolero
- Club Bolívar
- Club Blooming
- Club Always Ready
- Club Deportivo San José
- Real Potosí
- The Strongest La Paz
- CD Jorge Wilstermann
- Club Atlético Palmaflor - Promu de D2
- Club Aurora
- Royal Pari FC
- Real Santa Cruz - Promu de D2

## Compétition
Le barème utilisé pour établir le classement est le suivant :
- Victoire : 3 points
- Match nul : 1 point
- Défaite : 0 point

### Classement
Compétition annulée

### Classement cumulé
Le classement prend en compte les points du tournoi d'ouverture et du tournoi de clôture pour attribuer les places non encore distribuées pour les compétitions continentales.
| Rang | Équipe                   | Pts | J  | G  | N | P  | Bp | Bc | Diff |
| ---- | ------------------------ | --- | -- | -- | - | -- | -- | -- | ---- |
| 1    | Club Always ReadyT       | 51  | 26 | 13 | 3 | 7  | 59 | 29 | +30  |
| 2    | The Strongest            | 50  | 26 | 16 | 2 | 8  | 65 | 35 | +30  |
| 3    | Club Bolívar             | 49  | 26 | 15 | 4 | 7  | 60 | 29 | +31  |
| 4    | Royal Pari FC            | 46  | 26 | 14 | 4 | 8  | 42 | 34 | +8   |
| 5    | CD Jorge Wilstermann     | 42  | 26 | 12 | 6 | 8  | 36 | 28 | +8   |
| 6    | Club Deportivo Guabirá   | 42  | 26 | 13 | 3 | 10 | 44 | 43 | +1   |
| 7    | Nacional Potosí          | 39  | 26 | 11 | 6 | 9  | 34 | 35 | -1   |
| 8    | Club Atlético PalmaflorP | 38  | 26 | 11 | 5 | 10 | 29 | 30 | -1   |
| 9    | Club Blooming            | 38  | 26 | 12 | 2 | 12 | 38 | 43 | -5   |
| 10   | Oriente Petrolero        | 30  | 26 | 9  | 3 | 14 | 37 | 51 | -14  |
| 11   | Club Aurora              | 23  | 26 | 6  | 5 | 15 | 26 | 37 | -11  |
| 12   | Real Potosí              | 23  | 26 | 6  | 5 | 15 | 35 | 59 | -24  |
| 13   | Club Deportivo San José  | 23  | 26 | 7  | 4 | 15 | 27 | 52 | -25  |
| 14   | Real Santa CruzP         | 19  | 26 | 6  | 5 | 15 | 36 | 62 | -26  |

|  | Qualification pour la Copa Libertadores 2021 |
|  | Qualification pour la Copa Sudamericana 2021 |
|  | T : Tenant du titre P : Promu de D2          |

Le tournoi de clôture ayant été annulé, il n'y a pas de relégation cette saison.

## Bilan de la saison
| Championnat de Bolivie de football 2020 |                                  |
| Champion                                | aucun                            |
| Qualifications continentales            |                                  |
| Copa Libertadores 2021                  | Club Always Ready                |
| Copa Libertadores 2021                  | The Strongest                    |
| Copa Libertadores 2021                  | Club Bolívar                     |
| Copa Libertadores 2021                  | Royal Pari Fútbol Club           |
| Copa Sudamericana 2021                  | Club Deportivo Jorge Wilstermann |
| Copa Sudamericana 2021                  | Club Deportivo Guabirá           |
| Copa Sudamericana 2021                  | Club Atlético Nacional Potosí    |
| Copa Sudamericana 2021                  | Club Atlético Palmaflor          |
| Promotions et relégations               |                                  |
| Promus en Primera A                     | aucun                            |
| Relégués en Torneo Simon Bolívar        | aucun                            |